# دايفيد هاريس ويلسون
دايفيد هاريس ويلسون (بالإنجليزية: David Harris Willson)‏ هو مؤرخ أمريكي، ولد في 18 مايو 1901 في فيلادلفيا في الولايات المتحدة، وتوفي في 11 ديسمبر 1973 في سانت بول في الولايات المتحدة.